# Gympie
Gympie er en by i den sydøstlige del af Queensland i Australien. Byen ligger 160 km nord for delstatshovedstaden Brisbane. Gympie er administrativt center for det lokale styre Gympie Regional Council.

## Historie
Oprindeligt blev Gympie benyttet som græsmark af det første europæiske bosættere i området Men den 16. oktober 1867 fandt James Nash guld i området. Kolonien havde store økonomiske problemer dengang og guldfundet reddede økonomien for at gå konkurs. Denne hændelse bliver hvert år fejret ved Gympie Gold Rush Festival i oktober.